# روني توماس
روني توماس (بالإنجليزية: Ronnie Thomas)‏ هو سائق سباق أمريكي، ولد في 8 مارس 1955 في كريستيانسبورغ في الولايات المتحدة.